# Парк Олимпик Лионне
«Парк Олимпи́к Лионне́»  (фр. Parc Olympique Lyonnais), также известный как «Гран Стад де Лио́н» (фр. Grand Stade de Lyon — большой лионский стадион), «Стад де Люмье́р» (фр. Stade des Lumières — использовавшееся первоначально временное название) и «Groupama Stadium» (спонсорское наименование) — футбольный стадион в пригороде Лиона Десин-Шарпьё (Франция). Расположен в 10 км от центра Лиона. Открыт 9 января 2016 года. Домашняя арена футбольного клуба «Олимпик Лион». Вмещает более 59 000 человек, третий по вместимости футбольный стадион Франции после «Стад де Франс» и «Велодрома».

## История
Власти Лиона рассматривали возможность возведения нового стадиона (взамен морально и технически устаревшего стадиона Жерлан) с 2007 года. Однако, из-за недостатка финансирования, все попытки заканчивались ничем. Дело сдвинулось с мертвой точки, когда Франция была выбрана страной проведения Евро-2016, а Лион вошел в число принимающих городов.
Разработчиком проекта стала архитектурная фирма Populous, строительство осуществляла корпорация Vinci.  Строительство стадиона началось в 2012 году и продолжалось 30 месяцев. Стоимость строительства составила 410 млн. евро, из которых 5% были выделены государством в рамках подготовки к чемпионату Европы по футболу 2016 года. Остальные средства были инвестированы клубом «Олимпик Лион», который является собственником стадиона: 135 млн. евро из собственных средств клуба, 112 млн. евро были получены в результате эмиссии облигаций и 145 млн. евро составили банковские кредиты.
Стадион был открыт 9 января 2016 года матчем хозяев поля команды «Олимпик Лион» против команды «Труа». На матче присутствовали 55 169 зрителей и он завершился со счётом 4:0 в пользу хозяев поля.
В рамках чемпионата Европы по футболу 2016 года на стадионе прошло шесть матчей, в период с 13 июня по 6 июля, включая один матч 1/8 финала (Франция — Ирландия) и один полуфинал (Португалия — Уэльс).
В 2018 году на стадионе состоялся финальный матч Лиги Европы УЕФА 2017/2018.
Также на стадионе прошли матчи чемпионата мира среди женщин 2019 года.

## Наименование стадиона
Проектными названиями стадиона были «Гран Стад де Лион» (фр. Grand Stade de Lyon — большой лионский стадион) и «Стад де Люмьер» (фр. Stade des Lumières), однако в конечном итоге было выбрано название «Парк Олимпи́к Лионне́» или просто «Парк ОЛ»  (фр. Parc Olympique Lyonnais, Parc OL). Одновременно с этим, руководство клуба вело переговоры о спонсорском названии — в частности предполагалось, что в имени стадиона может отразиться бренд главного спонсора «Олимпика» компании Hyundai. Наконец, 13 июля 2017 года было подписано соглашение со страховой компанией Groupama о том, что в течение трёх лет стадион будет называться Groupama Stadium. Согласно контракту, за право спонсорства ежегодные платежи «Олимпику» будут составлять 6 миллионов евро (хотя на итоговой пресс-конференции сумма не оглашалась). Также спонсор согласился отказаться от своего корпоративного зелёного цвета в логотипе, напоминающего цвета извечного соперника «Олимпика» — команды «Сент-Этьен», заменив его на серый и голубой. В октябре 2020 года контракт о спонсорском наименовании стадиона Groupama Stadium был продлён ещё на 2 года, до 2022 года.

## Характеристики стадиона
Стадион обладает следующими характеристиками:
- Общая вместимость: 59 186 мест:
  - в том числе, около 6 000 мест в зонах VIP — владельцы стадиона планируют, что эти 10% мест будут приносить 60% прибыли от продажи билетов;
- 105 лож на 12, 18 и 24 мест;
- Конференц-зал на 290 мест;
- Супермаркет товаров команды «Олимпик Лион» площадью 750 м2;
- 500 точек доступа Wi-Fi  с возможностью одновременного подключения до 20 000 устройств.